# Sufragio pasivo
Se denomina sufragio pasivo al derecho de los ciudadanos a presentarse como candidatos en los procesos electorales de sus estados en cualquier ámbito y a ser elegidos. Este derecho viene restringido, según las distintas legislaciones, en función de la edad, los cargos públicos que se desempeñen (quedan habitualmente excluidos militares, magistrados y jueces, miembros de los órganos electorales, etc), las resoluciones judiciales que como pena accesoria les priven de este derecho, la nacionalidad y, ocasionalmente, la prohibición de presentarse por segunda o más veces al mismo cargo a elegir.

## El sufragio pasivo en España
El derecho al sufragio pasivo se reconoce en el artículo 23 de la Constitución Española:
Artículo 23
1. Los ciudadanos tienen el derecho a participar en los asuntos públicos, directamente o por medio de representantes, libremente elegidos en elecciones periódicas por sufragio universal.
2. Asimismo, tienen derecho a acceder en condiciones de igualdad a las funciones y cargos públicos, con los requisitos que señalen las leyes.

En realidad, este artículo recoge dos derechos diferentes. El primero es a la participación política, ya sea directamente o a través de representantes. El segundo es el derecho de acceso a cargos públicos en condiciones de igualdad. El Tribunal Constitucional ha precisado que las "funciones y cargos públicos" son de dos tipos, claramente diferenciados:
- Por un lado, los cargos públicos representativos, lo que incluye sufragio pasivo.
- Por otro lado, también se refiere al acceso a la función pública conforme a los principios de mérito y capacidad invocados en el artículo 103.3 CE.[1]

La redacción del artículo 23.2 sigue la estela marcada por la Declaración Universal de Derechos Humanos de las Naciones Unidas y el Pacto Internacional de Derechos Civiles y Políticos, e incluye la expresión: "acceso en condiciones de igualdad". 
A la hora de regular el derecho de sufragio pasivo, es habitual delimitar causas de inelegibilidad y de incompatibilidad. En el caso español, encontramos los preceptos básicos en el artículo 70.1 de la Constitución. Se remite a la ley electoral, que determinará causas de inelegibilidad e incompatibilidad. Estos son dos conceptos que conviene separar: por un lado, la inelegibilidad pretende evitar que ciertas autoridades se puedan presentar a las elecciones, ya que por su posición podrían derivar en discriminación, coacción o intimidación a otros candidatos. La inelegibilidad actúa desde el principio de cualquier proceso electoral, impidiendo que determinadas personas puedan presentarse (por ejemplo, miembros del Tribunal Constitucional, altos cargos, jueces y fiscales en activo, militares...). La incompatibilidad es una figura destinada a impedir que un parlamentario simultanee su cargo con otros, provocando que su actuación quede comprometida o no se realice correctamente. De esta forma, una persona puede tener un cargo que le produce incompatibilidad, pero no inelegibilidad. En este caso, puede presentarse a las elecciones y, una vez finalizadas las elecciones, cesar en su cargo anterior, pasando a ser parlamentario.
Los casos de inelegibilidad e incompatibilidad vienen precisados en la Ley Orgánica 5/1985, de 19 de junio, de Régimen Electoral General. Las causas de inelegibilidad se establecen en el artículo sexto, mientras que el régimen de incompatibilidades se establece entre los artículos 155 y 159.
Por último, también son de aplicación en el terreno del sufragio pasivo el Reglamento del Congreso de los Diputados, de 10 de febrero de 1982 y en el Reglamento del Senado, de 3 de mayo de 1994 (STC 45/1983, de 25 de mayo).

### Sufragio pasivo de los extranjeros en España
La referencia en la Constitución Española se encuentra en el artículo 13, que en su apartado 2 dice: «Solamente los españoles serán titulares de los derechos reconocidos en el artículo 23, salvo lo que, atendiendo a criterios de reciprocidad, pueda establecerse por tratado o ley para el derecho de sufragio activo y pasivo en las elecciones municipales». Este artículo fue reformado el 27 de agosto de 1992 para permitir que los ciudadanos de los países comunitarios pudieran ser elegidos en las elecciones municipales.
Posteriormente, en 1994, la Unión Europea promulgó una Directiva 94/80/CE, por la que se fijan las modalidades de ejercicio del derecho de sufragio activo y pasivo en las elecciones municipales por parte de los ciudadanos de la Unión residentes en un Estado miembro del que no sean nacionales. España transpuso esta directiva a través de la Ley Orgánica 1/1997.

Los artículos a los que se refiere el derecho de sufragio pasivo de la Ley Orgánica 5/1985, de 19 de junio, del Régimen Electoral General se encuentra dentro del Título VI. Disposiciones especiales para las elecciones al Parlamento europeo Capítulo II: Derecho de sufragio pasivo:
Artículo 210 bis
1. Sin perjuicio de lo dispuesto en el Capítulo I del Título I de esta Ley, son elegibles en las elecciones al Parlamento Europeo todas las personas residentes en España que, sin haber adquirido la nacionalidad española:
  - Tengan la condición de ciudadanos de la Unión Europea según lo previsto en el párrafo 2. del apartado 1 del artículo 8 del Tratado Constitutivo de la Comunidad Europea.
  - Reúnan los requisitos para ser elegibles exigidos en esta Ley para los españoles y sean titulares del derecho de sufragio pasivo en el Estado miembro de origen.

2. Son inelegibles para el Parlamento Europeo los comprendidos en el artículo 154.1 y 2 de la presente Ley. No obstante, lo previsto en el artículo 154.1 sólo será aplicable a los ciudadanos de la Unión Europea con derecho de sufragio pasivo, cuando el ejercicio de las funciones o cargos a que se refiere el citado artículo constituya causa de inelegibilidad en el Estado miembro de origen.

## El sufragio pasivo en Italia
En Italia sufragio pasivo se comprueba antes de la elección, con la incandidabilidad, o después de ellos, con la inelegibilidad. Por las dudas primero se han planteado de legitimidad ante el Tribunal Europeo de Derechos Humanos.